# 톰마소 파도아스키오파

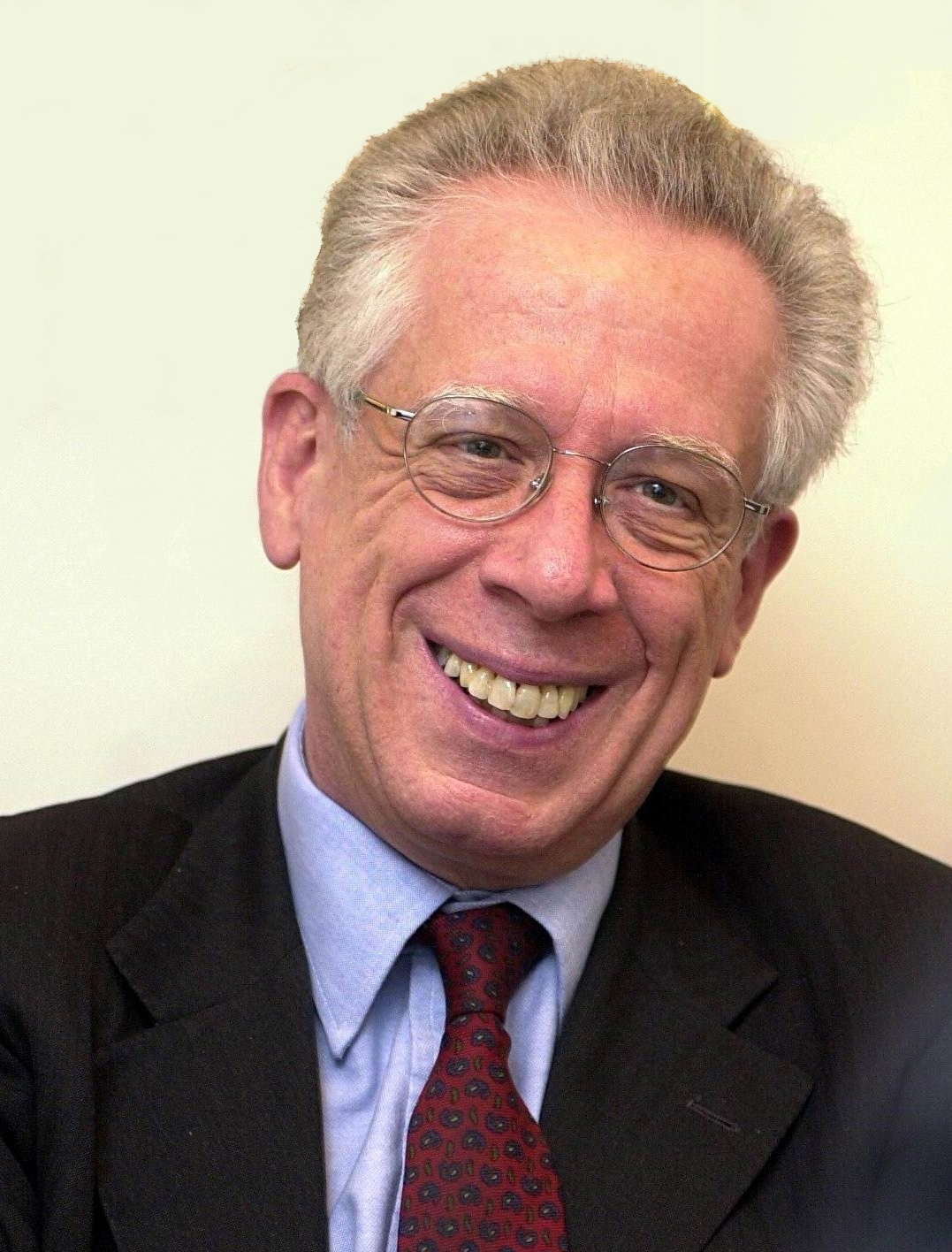
톰마소 파도아스키오파, 2008년 IMF

톰마소 파도아스키오파(Tommaso Padoa-Schioppa, 1940년 7월 23일 ~ 2010년 12월 18일)는 이탈리아의 경제학자이자 2006년부터 2008년 5월까지 이탈리아 경제재정부 장관으로 활동했던 인물이다.

## 생애
베네치아에서 100 km 정도 떨어져 있는 벨루노에서 태어나, 밀라노에 있는 보코니 대학을 1966년에 졸업했다. 1970년에는 MIT 공대에서 석사학위를 받았다. 독일에서 소매업자로 지낸 후 1968년 이탈리아 은행에 취직했고 1984년부터 1997년까지 부은행장으로 활동했다. 1993년~1997년까지 그는 바젤은행감독위원회의 회장이었다.
유럽중앙은행의 관료직으로서 1998년부터 2005년 5월까지 지냈고, 2006년 5월 17일 이탈리아 경제재정부 장관으로 임명됐으며 다음 총선까지 임했다. 2007년 10월부터 2008년 4월까지 국제통화금융위원회(International Monetary and Financial Committee) 의장으로 활동했으며 IMF의 최고 정책 관리를 맡았다.
경제학자던 피오렐라 코스토리스와 결혼해 3명의 자녀를 두었다. 이후 이혼했으며 기자인 바바라 스피넬리와 재혼하였다. 2010년 12월 18일, 로마에서 식사 중 심장 마비로 사망했다.